# Melody Day
Melody Day（韓語：멜로디데이）是韓國Cre.Ker娛樂旗下於2014年推出的K-pop女子偶像團體，原由丽恩、車熙、藝仁組成，在2014年2月25日發行首張單曲《Another Parting》出道 。
在2014年11月加入新成員宥敏。2018年12月27日，經過長期的思考後，決定結束合約解散。
Melody Day在出道前從未公開過長相，被稱為“不露臉歌手”，曾替《聽見你的聲音》、《主君的太陽》等多部韓劇演唱令人耳熟能詳的OST。

## 經歷

### 出道前
2012年8月29日，Melody Day為KBS水木劇《新娘面具》演唱OST〈그 한마디（That One Word）〉。  
9月3日，演唱MBC月火劇《Golden Time》OST〈해주고싶은말〉。  
9月28日，演唱KBS周末劇《我的女兒素英》OST《그때처럼 (Like Back Then)》。
12月10日，演唱SBS月火劇《電視劇之王》OST《다 너로 보인다》 。  
2013年1月4日，演唱SBS周末劇《清潭洞愛麗絲》OST《그만 아파하자 (Stop Hurting)》。 
1月16日，演唱MBC水木劇《想你》OST《마법의성 (Magic Castle)》。 
2月20日，演唱MBC水木剧《七級公務員》OST《어떡해》。  
6月26日，發布單曲專辑《New Wave Studio Rookie (Vol.1)》，主打曲為《혼자하는 사랑 (Love Alone)》。  
7月16日，演唱SBS水木劇《聽見你的聲音》OST《달콤하게 랄랄라》。  
9月11日，演唱SBS水木劇《主君的太陽》OST《올 어바웃 (All About)》。  
10月24日，演唱MBC水木劇《Medical Top Team》OST《Can You Feel Me》。  
11月4日，演唱KBS月火劇《未來的選擇》OST《혼자만 (Only Me)》。
11月27日，演唱KBS水木剧《漂亮男人》OST《사랑하는 사람 있어요》。  

### 2014年
2月25日，發布單曲專辑《Another Parting》並正式出道 ，其後此曲獲得於第6屆 MelOn Music Awards 最佳MV獎。
4月25日，演唱MBC周末劇《酒店之王》OST《기다려본다》。
5月22日，與李昶旻發布單曲《마지막 처음 (The Very Last First)》。
8月14日，與李宗泫發布單曲《其實啊》。
8月20日，演唱MBC水木劇《命中注定我愛你》OST《You're My Everything》。
11月4日，加入新成员宥敏，同日演唱KBS月火剧《明日如歌》OST《Listen To My Heart》。 
11月18日，車熙演唱KBS月火劇《交響情人夢》OST《난 못해요 (I Can't)》。  
12月12日，發布單曲《Anxious》。

### 2015年
5月12日，丽恩演唱MBC周末劇《女王之花》OST《LOVE》。   
6月9日，發布單曲專辑《#LoveMe》。
10月7日，發布單曲專辑《SPEED UP》。
11月18日，藝仁演唱Drama H電視劇《You Will Love Me》OST《마음아 맘대로 해 (Whatever)》。  
12月3日，發行邀請輝星參與配唱的 SOLO 歌曲《來看我 (날 보러 와요)》。
12月28日，發行由VIXX Ravi參與配唱的冬季特別單曲《When it rains (비가 내리면／前譯：下雨的話)》。

### 2016年
2016年1月8日，丽恩演唱tvN金土劇《請回答1988》OST《이젠 잊기로 해요 (Let's forget it)》。
7月1日，Melody Day 發佈首張迷你專輯，主打歌曲與專輯同名為《COLOR》。
7月9日，丽恩演唱SBS周末劇《美女孔心》OST《그대라면 (If it's you)》。
7月14日，Postmen成員 Sung Tae公開與Ye In合唱的數位單曲《Dacapo drama (우리의 시간)》。
9月6日，丽恩與VIXX成員N合唱MBC水木劇《W－兩個世界》OST《니가 없는 난 (Without You)》。
12月5日，丽恩演唱MBC周末劇《爸爸，我來伺候你》OST《사랑아 나의 사랑아 (My Love)》。  
12月27日，演唱Naver TV網絡劇《七次的初吻》OST《BEAUTIFUL DAY》。

### 2017年
2017年1月25日，發行與BTOB成員鎰勳合作的第三張數位單曲《You seem busy (바빠 보여요)》。
2月15日，發佈第二張迷你專輯，主打歌曲與專輯同名為《KISS ON THE LIPS》。
3月23日，發行為 SBS《師任堂，光的日記》獻唱 OST《The song of the star (별의 노래)》。
9月19日，官方宣佈丽恩、宥敏、車熙參與由KBS所製作的選秀節目《The Unit》，並於第二集成功取得S Boot。丽恩最終排名18名、宥敏最終排名31名、車熙最終排名16名。  
9月26日，車熙為 MBC 水木劇《醫療船》獻唱第五波 OST《汙漬 (얼룩)》。  
11月5日，車熙為 SBS 月火劇《愛情的溫度》獻唱 OST《喜歡不喜歡（좋았다 말았다）》。

### 2018年
2018年12月26日，全員經過長期的思考後決定結束合約而離開公司，正式宣告解散。  

## 成員列表
| 已離開成員列表 | 已離開成員列表 | 已離開成員列表 | 已離開成員列表 | 已離開成員列表 | 已離開成員列表 | 已離開成員列表                 | 已離開成員列表 | 已離開成員列表 | 已離開成員列表 |
| 藝名           | 藝名           | 藝名           | 本名           | 本名           | 本名           | 出生日期/地點                  | 隊內職務       | 星座/血型      |                |
| 漢字           | 諺文           | 羅馬拼音       | 漢字           | 諺文           | 羅馬拼音       | 出生日期/地點                  | 隊內職務       | 星座/血型      |                |
| -------------- | -------------- | -------------- | -------------- | -------------- | -------------- | ------------------------------ | -------------- | -------------- | -------------- |
| 麗恩           |                | Yeo Eun        | 鄭智恩         |                | Jung Ji Eun    | 1990年1月25日 ·                | 隊長、主唱     | 水瓶座/O型     |                |
| 宥敏           |                | Yoo Min        | 羅宥敏         |                | Na Yoo Min     | 1993年8月29日 · 首爾特別市     | 主Rapper、副唱 | 處女座/O型     |                |
| 藝仁           |                | Ye In          | 安藝仁         |                | Ahn Ye In      | 1995年5月4日 · 首爾特別市      | 領唱           | 金牛座/A型     |                |
| 車熙           |                | Cha Hee        | 朴秀映         |                | Park Soo Young | 1996年3月24日 · 全羅南道麗水市 | 副唱、忙內     | 牡羊座/A型     |                |

## 音樂作品

### 單曲專輯
| 單曲專輯 # | 專輯資料 | 曲目                                                                                                |
| 1st        | 《Another Parting》 - 發行日期：2014年2月25日 - 規格: 數位音樂下載、CD - 語言：韓語 - 發行公司：Viewga Entertainment，LOEN Entertainment - 專輯銷量：512+       | 曲目 1. 모래시계 2. 어떤 안녕 3. 모래시계(Inst.) 4. 어떤 안녕 (Inst.)                               |
| 2nd        | 《#LoveMe》 - 發行日期：2015年6月9日 - 規格: 數位音樂下載、CD - 語言：韓語 - 發行公司： Viewga Entertainment， Collabodadi，LOEN Entertainment - 專輯銷量：987+ | 曲目 1. #LoveMe 2. Oh, My Guy (Narr. 장이정 of HISTORY) 3. 겁나(Feat. 매드클라운) 4. #LoveMe(Inst.) |
| 3rd        | 《SPEED UP》 - 發行日期：2015年10月7日 - 規格: 數位音樂下載、CD - 語言：韓語 - 發行公司：Viewga Entertainment，LOEN Entertainment - 專輯銷量：980+              | 曲目 1. SPEED UP 2. Hallo 3. Want U Bag                                                             |

### 迷你專輯
| 迷你專輯 # | 迷你專輯資料 | 曲目 |
| 1st        | 《COLOR》 - 發行日期：2016年7月1日 - 規格: 數位音樂下載、CD - 語言：韓語 - 發行公司：Cre.Ker Entertainment，LOEN Entertainment - 專輯銷量： 629+            | 曲目 1. Paint Your Love 2. Color(깔로) 3. Satellite 4. 널 느끼고 널 느끼며 5. 미워 미워 미워 6. 비가 내리면 (Feat. 라비 of 빅스) |
| 2nd        | 《KISS ON THE LIPS》 - 發行日期：2017年2月15日 - 規格: 數位音樂下載、CD - 語言：韓語 - 發行公司：Cre.Ker Entertainment, LOEN Entertainment - 專輯銷量：793+ | 曲目 1. KISS ON THE LIPS 2. MIX & MATCH 3. 흔한 멜로디 (Feat. JQ) 4. LIKE U 5. GIFT 6. 바빠 보여요 (Feat. 정일훈 Of 비투비)      |

### 音樂錄影帶(MV)
| 年份   | 日期     | 歌曲名稱                                    |
| 2013年 | 9月11日  | All About(올 어바웃)                        |
| 2014年 | 2月25日  | Another Parting(어떤 안녕)                  |
| 2014年 | 5月22日  | The very last first(마지막 처음)            |
| 2014年 | 11月4日  | Listen To My Heart                          |
| 2014年 | 12月12日 | Anxious(겁나) (Feat. Mad Clown(매드클라운)) |
| 2015年 | 6月9日   | #LoveMe                                     |
| 2015年 | 10月7日  | SPEED UP                                    |
| 2016年 | 7月1日   | COLOR(깔로)                                 |
| 2016年 | 9月6日   | Without You(니가 없는 난)                   |
| 2017年 | 2月12日  | KISS ON THE LIPS                            |

## 綜藝節目
| 日期                          | 電視台 | 節目名稱                   | 參與成員 | 備註         |
| 2014年8月9日                  | KBS2   | 《不朽的名曲2 – 尹福姬篇》 | 全體     | [ 44 ]       |
| 2015年9月1日&9月22日          | KBS2   | 《我們小區藝體能》         | 藝仁     |              |
| 2016年8月6日                  | KBS2   | 《不朽的名曲2 – Roo'Ra篇》 | 全體     |              |
| 2016年8月11日                 | KBS2   | 《Happy Together》         | 車熙     |              |
| 2017年10月28日－2018月1月27日 | KBS    | 《The Unit》               | 麗恩     | 最終排名：18 |
| 2017年10月28日－2018月1月27日 | KBS    | 《The Unit》               | 宥敏     | 最終排名：31 |
| 2017年10月28日－2018月1月27日 | KBS    | 《The Unit》               | 車熙     | 最終排名：16 |
| 2019年月1日                   | tvn    | 《工作室》                 | 車熙     |              |

## 獎項

### 主要音樂節目榜單排名
| 主打歌曲排名成績 | |                       |                  |                        |                  |                             |                      |                    |
| 專輯 | 歌曲                                                                                               | Mnet 《M! Countdown》 | KBS 《音樂銀行》 | MBC 《Show! 音樂中心》 | SBS 《人氣歌謠》 | MBC Music 《Show Champion》 | SBS MTV 《THE SHOW》 | 備註               |
| 2014年 | |                       |                  |                        |                  |                             |                      |                    |
| Another Parting | Another Parting                                                                                    | 17                    | 27               | /                      | 34               | /                           | /                    | 出道               |
| 2015年 | |                       |                  |                        |                  |                             |                      |                    |
| #LoveMe | #LoveMe                                                                                            | 14                    | /                | 43                     | /                | /                           | /                    | 首次以四人體制回歸 |
| SPEED UP | SPEED UP                                                                                           | 14                    | /                | /                      | /                | /                           | /                    |                    |
| 2016年 | |                       |                  |                        |                  |                             |                      |                    |
| COLOR | COLOR                                                                                              | 12                    | /                | /                      | /                | /                           | /                    |                    |
| 2017年 | |                       |                  |                        |                  |                             |                      |                    |
| KISS ON THE LIPS | KISS ON THE LIPS                                                                                   | 12                    | /                | /                      | /                | /                           | /                    |                    |
| \| - 「/」表示未有相關資料 - 「(1)」：兩星期冠軍 - 「[1]」：三星期冠軍 \| - 「{1}」：四星期冠軍 - 「*」：打榜中 - 取得《M! Countdown》及《人氣歌謠》三週一位後，排名自動除外 \| | |                       |                  |                        |                  |                             |                      |                    |
| - 「/」表示未有相關資料 - 「(1)」：兩星期冠軍 - 「[1]」：三星期冠軍 | - 「{1}」：四星期冠軍 - 「*」：打榜中 - 取得《M! Countdown》及《人氣歌謠》三週一位後，排名自動除外 |                       |                  |                        |                  |                             |                      |                    |

| 各台冠軍歌曲獎座統計 |     |     |     |         |           |
| Mnet                 | KBS | MBC | SBS | SBS MTV | MBC MUSIC |
| 0                    | 0   | 0   | 0   | 0       | 0         |
| 四台冠軍歌曲總數：0  |     |     |     |         |           |